# 披针纺锤水蚤
披针纺锤水蚤（学名：Acartia southwelli）为纺锤水蚤科纺锤水蚤属的动物。分布于斯里兰卡、印度以及中国大陆的海南、广东、天津等地，多见于盐水或咸淡水中。